# Leptotheca
Leptotheca là một chi rêu trong họ Rhizogoniaceae.